# نیروی دریایی

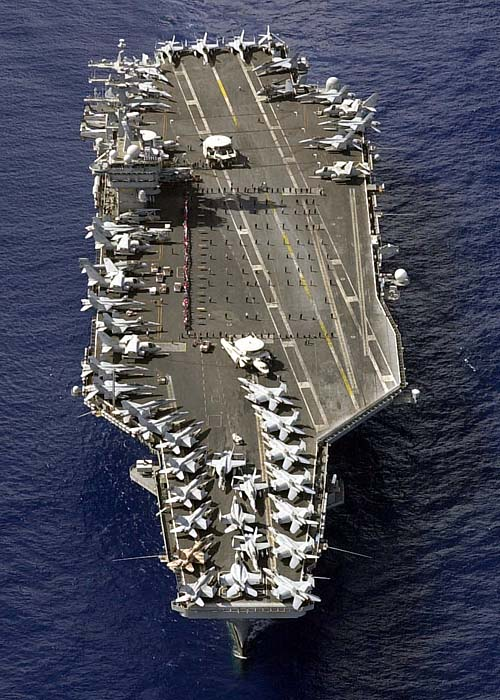
ناو هواپیمابر متعلق به نیروی دریایی ایالات متحده آمریکا

نیروی دریایی به بخشی از بدنه نیروهای مسلح کشورها گفته می‌شود، که مسئولیت حفاظت از منافع ملی کشور در محدوده آب‌های سرزمینی، منطقه انحصاری اقتصادی و آب‌های بین‌المللی را بر عهده دارند. تجهیزات نیروهای دریایی با توجه نوع مأموریت و وسعت منطقه مأموریت می‌تواند متشکل از انواع شناورهای رزمی و پشتیبانی، انواع زیردریایی‌ها، انواع بالگرد و هواپیما و انواع شناورهای بدون سرنشین باشند.
از دوران بسیار قدیم و با پیدایش قایق‌ها و کشتی‌های کوچک این نیرو در ارتش‌های باستانی شکل گرفت. پس از اختراع موتور بخار کشتی‌ها سریعتر شدند و رفته رفته این نیرو به یکی از پایه‌های ارتش‌های نوین تبدیل گشت.

## پیشینه

### نیروهای دریایی باستانی
نیروهای دریایی باستانی اثر فراوانی بر آنچه امروزه نیروی دریایی خوانده می‌شود، داشته‌اند. پیامد و نتایج جنگ‌ها میان نیروهای دریایی دوران باستان توسط ارتش‌های نوین بررسی شده‌اند تا تاکتیک‌های احتمالی که به پیروزی کمک می‌کنند، آموخته شود.
نیروی دریایی هخامنشی (به پارسی باستان: 𐎴𐎠𐎺, nāva) نیروی دریایی باستانی امپراتوری پارس بود که میان سال‌های ۵۲۵ پیش از میلاد تا ۳۳۰ پیش از میلاد، خدمت‌گذاری می‌کرد. ایجاد سازمان، زیرساخت و اساس مالی نیروی دریایی هخامنشی به داریوش بزرگ نسبت داده شده‌است. نیروی دریایی هخامنشی نخستین «نیروی دریایی پادشاهی» واقعی بود که در تاریخ پدید آمد. سرعت کشتی‌های هخامنشی میان ۴ تا ۱۴ کیلومتر تخمین زده‌اند؛ یکی از نوآوری‌هایی که در طراحی و ساختن کشتی‌ها در دوران هخامنشیان رخ داد، ساخت کشتی‌های ۳ ردیف پارویی است؛ چنین سازه‌هایی، در نبردها سرعت و توان دفاعی ویژه‌ای داشتند.

## انواع نیروی دریایی
نیروهای دریایی دنیا بر حسب آب‌هایی که در آنها قادر به دریانوردی و اجرای مأموریت هستند به سه دسته نیروی دریایی آب‌های قهوه‌ای، نیروی دریایی آب‌های سبز و نیروی دریایی آبهای آبی تقسیم‌بندی می‌شوند.
نیروی دریایی آب‌های قهوه‌ای: نیروی دریایی آب‌های قهوه‌ای به نیروی دریایی که قابلیت به اجرا درآوردن عملیات نظامی در رودخانه‌ها، آب‌های داخلی، خلیج‌های کم عمق و آبهای ساحلی را دارا باشند گفته می‌شود. این نیروهای دریایی معمولاً مجهز به شناورهای توپدار کوچک و انواع شناورهای گشتی می‌باشند.
نیروی دریایی آب‌های سبز: از نظر نظامی نیروی دریایی آب‌های سبز به یک نیروی دریایی گفته می‌شود که شعاع عمل آن در نزدیکی ساحل بوده و توانایی انجام عملیات در آب‌های ساحلی یا سرزمینی خود را دارد. این نیروهای دریایی مجهز به شناورهایی حداکثر تا کوروت (پاسیور) هستند.
نیروی دریایی آب‌های آبی: نیروهای دریایی آب‌های آبی قابلیت دریانوردی و اجرای مأموریت‌های مختلف در آب‌های آزاد و اقیانوسها را دارند. این نیروی دریایی قادر به حفاظت خود در برابر تهدیدات سطحی، زیرسطحی و هوایی بوده و قابلیت تداوم آماد و پشتیبانی در مسافت‌های دور را دارد.

## نگارخانه

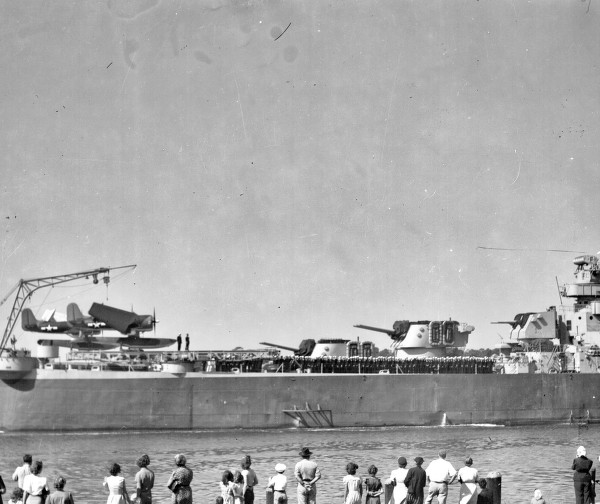